# Sidney Poitier
Sir Sidney Poitier, KBE (/pwɑːtjeɪ/ hoặc /pwɑːti.eɪ/; sinh ngày 20 tháng 2 năm 1927 - mất ngày 6 tháng 1 năm 2022), là một diễn viên người Mỹ gốc Bahamas, đạo diễn, tác giả và nhà ngoại giao.
Năm 1964, Poitier trở thành người da đen đầu tiên để giành chiến thắng giải Oscar cho nam diễn viên xuất sắc nhất, cho vai diễn trong Lilies of the Field. Ý nghĩa của thành tích này sau đó được khẳng định vào năm 1967 khi ông đóng vai chính trong ba bộ phim thành công, tất cả đều xử lý các vấn đề liên quan đến chủng tộc: To Sir, with Love; In the Heat of the Night; và Guess Who's Coming to Dinner, khiến ông trở thành ngôi sao phòng vé hàng đầu của năm đó. Năm 1999, Viện phim Mỹ đưa tên Poitier vào danh sách Diễn viên nam xuất sắc mọi thời đại, xếp hạng 22 trong danh sách 25 người.
Poitier đã làm đạo diễn của một số bộ phim nổi tiếng, như A Piece of Action, Uptown Saturday Night, Let's Do It Again, (với người bạn Bill Cosby), Stir Crazy (diễn viên Richard Pryor và Gene Wilder đóng vai chính) và Ghost Dad (cũng với Cosby). Năm 2002, ba mươi tám năm sau khi nhận được giải thưởng Nam diễn viên xuất sắc nhất, Poitier đã được Viện Hàn lâm Nghệ thuật Điện ảnh và Khoa học lựa chọn để tặng một giải thưởng danh dự, với lời đề: "Tặng Sidney Poitier để ghi nhận những thành tựu to lớn của ông như là một nghệ sĩ và như một con người". Từ năm 1997, ông đã được cử làm đại sứ Bahamas tại Nhật Bản. Vào ngày 12 tháng 8 năm 2009, Sidney Poitier đã được Tổng thống Barack Obama trao Huân chương Tự do, huân chương danh dự dân sự cao nhất của nước Mỹ.